# Presa di Mannheim
La Presa di Mannheim ebbe luogo nell'assedio tra il 20 ottobre ed il 3 novembre 1622, tra le forze attaccanti ispano-imperiali comandate dal conte di Tilly e le truppe protestanti dell'inglese sir Horace Vere, nel corso della guerra dei trent'anni.

## Antefatto
Nel settembre del 1620, le truppe ispano-imperiali guidate dal conte di Tilly e da don Gonzalo Fernández de Córdoba invasero e conquistarono il Palatinato. Le guarnigioni protestanti con a capo sir Horace Vere detenevano saldamente Frankenthal, Mannheim e Heidelberg, ma il resto della regione era ormai caduto nelle mani degli sagnoli.
Il 19 settembre 1622, l'esercito ispano-imperiale sconfisse i protestanti di sir Gerard Herbert ad Heidelberg e l'esercito cattolico si portò a conquistare la città.

## Assedio di Mannheim
Gli spagnoli continuarono nella loro conquista procedendo verso la città di Mannheim. L'abitato era difeso da truppe protestanti anglo-tedesche comandate dal generale Horace Vere. Il conte di Tilly soggiogò Manheim con un assedio che lo vide infine vincitore. La città venne conquistata e Vere con qualche centinaio di uomini dovette ritirarsi nella cittadella in una disperata resistenza. Infine, senza la speranza di ulteriori rinforzi, Vere venne costretto a capitolare. Solo la città di Frankenthal rimase sotto il controllo dei protestanti comandati da sir John Burroughs, ma venne anch'essa conquistata dagli spagnoi l'anno successivo sotto il comando di don Guillermo Verdugo.

## Conseguenze

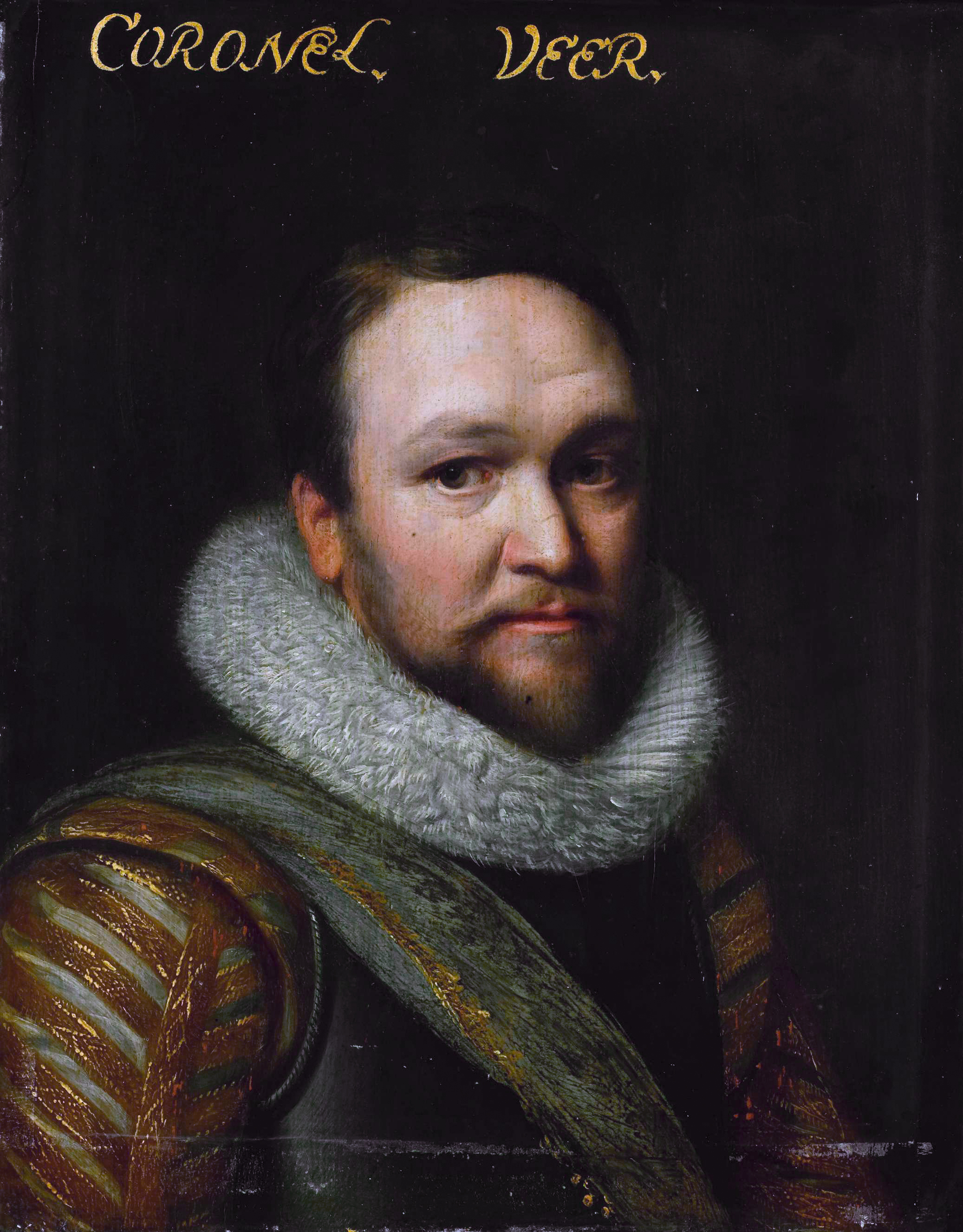
Sir Horace Vere in un ritratto di Michiel van Mierevelt.

Il coraggio mostrato da Horace Vere contro le truppe nemiche in numero nettamente maggiore gli venne riconosciuto in patria e quando il generale fece ritorno in Inghilterra all'inizio di febbraio del 1623, gli venne aumentata la paga e venne lautamente premiato malgrado l'operazione fosse stata un fallimento. Il 16 febbraio 1623, venne nominato Master-General of the Ordnance a vita e divenne un membro del consiglio di guerra nazionale dal 20 luglio 1624.
Nel 1624, Vere si portò ancora una volta a L'Aia per assecondare il principe Maurizio d'Orange nella difesa dell'importante fortezza di Breda, sotto l'assedio degli spagnoli di don Ambrogio Spinola da agosto.